# Gabe Ferguson
Gabe Ferguson (ur. 16 kwietnia 1999 w Indianapolis) – amerykański snowboardzista specjalizujący się w konkurencji halfpipe. W Pucharze Świata zadebiutował 6 grudnia 2014 roku w Copper Mountain, gdzie zajął 26. miejsce. Na podium zawodów pucharowych po raz pierwszy stanął 24 stycznia 2016 roku w Mammoth Mountain, kończąc rywalizację na trzeciej pozycji. W zawodach tych wyprzedzili go jedynie Japończyk Ryō Aono oraz inny reprezentant USA, Chase Josey. Najlepsze wyniki osiągnął w sezonie 2015/2016, kiedy to zajął 26. miejsce w klasyfikacji generalnej AFU, a w klasyfikacji halfpipe’a był dziewiąty. Nie startował na igrzyskach olimpijskich ani na mistrzostwach świata.

## Osiągnięcia

### Puchar Świata

#### Miejsca w klasyfikacji generalnej
- - AFU[2]
- sezon 2014/2015: 39.
- sezon 2015/2016: 26.
- sezon 2016/2017: 68.

#### Miejsca na podium w zawodach
1. Mammoth Mountain – 24 stycznia 2016 (halfpipe) - 3. miejsce